# 冒険ガボテン島
『冒険ガボテン島』（ぼうけんガボテンじま）は、1967年4月4日から同年12月26日までTBS系列局で放送されていたテレビアニメである。全39話。
TBSが企画制作し、TCJ（現・エイケン）が動画制作を担当していた。また、久松文雄による同名の漫画作品が『週刊少年サンデー』（小学館）で連載されていた。

## ストーリー
無人島に漂着した少年少女たちの、厳しい環境の中で懸命に生きる姿を描いている。
夜、遊園地の潜水艇に忍び込んだ「竜太」と妹の「トマト」。だが、偶然にも遊園地の経営者の息子「イガオ」とその友達「キュウリ」と「カボ」も入り込んでいた。竜太とイガオはと取っ組み合いの喧嘩になり、その拍子で誤ってスイッチが入り潜水艇が発進してしまった。懸命に操縦して戻ろうとするがついに燃料が尽き、漂流の果て嵐に巻き込まれた後、無人島に漂着した。
彼らはこの島を「ガボテン島」と名付け、島で仲良くなった九官鳥に似た鳥の「ケロ」、ゴリラの「ゴリ」と共に自然の中で、時にはいがみ合いながらも力を合わせて生き抜き、冒険をする。

## 登場人物
竜太
意地っ張りな所もあるが、勇敢で行動力がある。皆のリーダー的存在。
トマト
竜太の妹。聖母のような優しい性格で、男ばかりで殺伐としがちな中の紅一点として存在感を見せる。
イガオ
自己中心的で孤立することもあるが、危機が迫れば仲間を守って戦う。漫画版においては当初は人種差別主義者的な面もあったが、後に改める。
キュウリ
温和で学者肌。島での生活を改善するため、様々な工夫や発明をする。
カボ
愛称は「カボちゃん」。太って愛嬌がある三枚目的存在で、外見にたがわぬ怪力の持ち主。多くのサイトで「ガボ」と記されているが誤り。
ゴリ
島に漂着した日本人船員が飼っていたゴリラ。カボとは特に仲が良い。
オショー
オウム。老人のような口ぶりと和尚のような風貌からオショーと呼ばれるようになった。アニメ版では神通力も使う。
ボケ
島で発見された卵から生まれた恐竜の子供。

## キャスト
- 竜太 - 東美江
- トマト - 杉山佳寿子
- イガオ - 太田淑子
- キューリ - 北川智恵子
- カボ、トマトたちのかあちゃん - 野沢雅子
- ケロ - 伊藤牧子
- ゴリ - 西尾徳
- 和尚（オウム）、ナレーター - 上田敏也
- バケギツネ - 加藤精三（21話）

## スタッフ
- 原作 - 豊田有恒、久松文雄
- 監督・構成 - 河島治之
- 脚本 - 豊田有恒、辻真先、石津嵐、吉永淳一
- 演出 - 渡辺米彦、鳥居宥之、村山修
- キャラクターデザイン - 河島治之
- 作画 - 菰岡静子、角田利隆、木村光男、芦田豊雄

## 主題歌

### オープニングテーマ
「冒険ガボテン島」
作詞 - 吉永淳一 / 作曲・編曲 - 山下毅雄 / 歌 - ボーカル・ショップ、杉山佳寿子 、野沢雅子、太田淑子、伊藤牧子、北川智恵子、東美江、西尾徳
この曲は、TBSのバラエティ番組『MOGITATE!バナナ大使』のオープニングテーマに流用されたが、こちらもインストゥルメンタルだった。また、コナミのアーケードビデオゲーム『アミダー』のBGMにも使われているが、こちらは許諾を取って使用しているのかは不明。

### エンディングテーマ
「いつもコンビで」
作詞 - 吉永淳一 / 作曲・編曲 - 山下毅雄 / 歌 - 杉山佳寿子、野沢雅子、伊藤牧子、西尾徳
今まで東映ビデオの「TVヒーロー主題歌大全集 エイケン篇」（VHS）と「エイケンTVアニメ主題歌大全集」（VHS、LD、DVD）には未収録だったが、2015年に日本コロムビアから発売されたCD・DVDパック製品「エイケンクラシカル」に初収録となった。

### 挿入歌
「僕たちだけの島」
作詞 - 吉永淳一 / 作曲・編曲 - 山下毅雄 / 歌 - 東美江、杉山佳寿子、太田淑子、北川智恵子、野沢雅子

## 各話リスト
| 話数 | サブタイトル              | 放送日        |
| ---- | ------------------------- | ------------- |
| 1    | 恐怖の第一夜              | 1967年 4月4日 |
| 2    | 怪しい光                  | 4月11日       |
| 3    | 家をつくろう              | 4月18日       |
| 4    | ゆらめく炎                | 4月25日       |
| 5    | 謎がいっぱい              | 5月2日        |
| 6    | 食うか食われるか          | 5月9日        |
| 7    | 飢えた一日                | 5月16日       |
| 8    | ほら穴の殺人犯            | 5月23日       |
| 9    | 怪獣騒動                  | 5月30日       |
| 10   | トマトを救え!             | 6月6日        |
| 11   | 熱病との戦い              | 6月13日       |
| 12   | 炎でやっつけろ            | 6月20日       |
| 13   | 悲しき漂流者              | 6月27日       |
| 14   | ゆくぞ!ガボテン           | 7月4日        |
| 15   | ガボテン航海記            | 7月11日       |
| 16   | ガボテン大学がはじまった  | 7月18日       |
| 17   | 血とさばく                | 7月25日       |
| 18   | 恐怖のガボテン島          | 8月1日        |
| 19   | ガボテン新幹線            | 8月8日        |
| 20   | ウナギ作戦でゆけ!         | 8月15日       |
| 21   | 雪のガボテン島            | 8月22日       |
| 22   | ボスをやっつけろ          | 8月29日       |
| 23   | 竜太とイガオが手をとった! | 9月5日        |
| 24   | さばくの怪物              | 9月12日       |
| 25   | こんにちは!ボケくん       | 9月19日       |
| 26   | 僕のおよめさん            | 9月26日       |
| 27   | 恐怖の海底                | 10月3日       |
| 28   | ダガーラ族の襲撃          | 10月10日      |
| 29   | ダガーラ族攻撃大作戦      | 10月17日      |
| 30   | 悪魔を呼ぶ花              | 10月24日      |
| 31   | 新しい島の発見            | 10月31日      |
| 32   | ぼくらジャイアンツ        | 11月7日       |
| 33   | 空へ海へ大激戦            | 11月14日      |
| 34   | 地下宮殿の秘密            | 11月21日      |
| 35   | 三本指の恐怖              | 11月28日      |
| 36   | 悲しき星空                | 12月5日       |
| 37   | ダイヤ谷だ                | 12月12日      |
| 38   | 火をふくガボテン島        | 12月19日      |
| 39   | さようならガボテン島      | 12月26日      |

## 放送局
以下、特記の無いものは全て放送時間は火曜 19:00 - 19:30、制作局・TBSと同時ネット。
- TBS（制作局）
- 北海道放送[1]
- 青森放送[1]
- 岩手放送[1]
- 秋田放送：月曜 19:30 - 20:00（第17話まで）→ 第18話から同時ネット[2]
- 山形放送[1]
- 東北放送[1]
- 福島テレビ：金曜 18:15 - 18:45[3]
- 新潟放送[1]
- 北日本放送：月曜 19:30 - 20:00[4]
- 北陸放送[5]
- 福井放送[5]
- 信越放送[6]
- 山梨放送[6]
- 静岡放送[7]

- 中部日本放送[8]
- 朝日放送[9]
- 日本海テレビ[10]
- 山陰放送[10]
- 山陽放送[11]
- 中国放送[11]
- 山口放送[12]
- 四国放送[9]
- 南海放送[12]
- 高知放送[12]
- RKB毎日放送[13]
- 長崎放送[13]
- 熊本放送：水曜 18:00 - 18:30[13]
- 大分放送[12]
- 宮崎放送[14]
- 南日本放送[14]
- 琉球放送[15]

## 備考
今まで東映ビデオの「エイケンTVアニメグラフィティ 4」（VHS。1984年）に、第13話が収録されたのが唯一のソフトだったが、2015年10月30日に初のDVD化となるHDリマスター版DVD-BOXが発売された。その他、東映ビデオの『エイケンTVアニメ主題歌大全集』（ビデオソフト、DVD）にオープニングが収録されている。
漫画版は1971年に「虫コミックス」（虫プロ商事。全3巻）、1986年に「サンワイドコミックス」（朝日ソノラマ。全2巻）で単行本化された。1997年には扶桑社から文庫本（全2巻）が発売されたが、第2巻のラストには久松の書き下ろしで、ガボテン島メンバーのその後（1997年現在）が描かれている。内容は以下の通り。
- 竜太はカメラマンになっている。メンバーで唯一の未婚者。
- トマトは主婦業のかたわら、料理研究家を務めている。2児の母。
- イガオは父の後を継いで遊園地の支配人になった。キューリのパトロンでもある。3児の父。
- キューリは発明家になり、1997年の海の日に潜水艦「ガボテン号」を公開した。2児の父。
- カボは漫画家で、「冒険ガボテン島」をヒットさせる。6児の父。
- ゴリは日本の動物園で子孫に囲まれて暮らしており、ゴリラの長寿記録を更新中。

この後日談は、マンガショップから発売されている完全版（全2巻）と、ebookJapanの電子書籍版（全4巻）にも収録されている。

## 前後番組
| TBS系列 火曜19:00枠 （森永製菓一社提供枠）      | TBS系列 火曜19:00枠 （森永製菓一社提供枠） | TBS系列 火曜19:00枠 （森永製菓一社提供枠）          |
| 前番組                                          | 番組名                                     | 次番組                                              |
| ----------------------------------------------- | ------------------------------------------ | --------------------------------------------------- |
| 宇宙少年ソラン （1965年5月4日 - 1967年3月28日） | 冒険ガボテン島 （1967年4月4日 - 12月26日） | キャプテン・スカーレット （1968年1月2日 - 8月27日） |